# Westland Lysander
Pour les articles homonymes, voir Westland et Lysander (homonymie).
Le Westland Lysander, construit par Westland Aircraft, est un avion militaire britannique, qui servit essentiellement pendant la Seconde Guerre mondiale. Il fut conçu comme un appareil multi-rôles, destiné à l'appui rapproché, à la reconnaissance et aux liaisons.
Il fut livré en différentes versions, dont certaines armées (mitrailleuses et bombes) pour les missions d'appui ; une version a été spécialement développée pour assurer des liaisons (sans armement, avec un réservoir de grande capacité).
Le Lysander acquit ainsi une grande renommée grâce à son utilisation pour le transport et la récupération d'espions et d'agents secrets, en particulier des membres du Special Operations Executive ou de la Résistance française et d'autres mouvements de résistance en Europe de l'Ouest. Un pilote de Lysander ayant effectué 280 missions de ce type en témoigne dans un ouvrage traduit en français : « Nous atterrissions de nuit », de Hugh Verity.

## Carrière opérationnelle

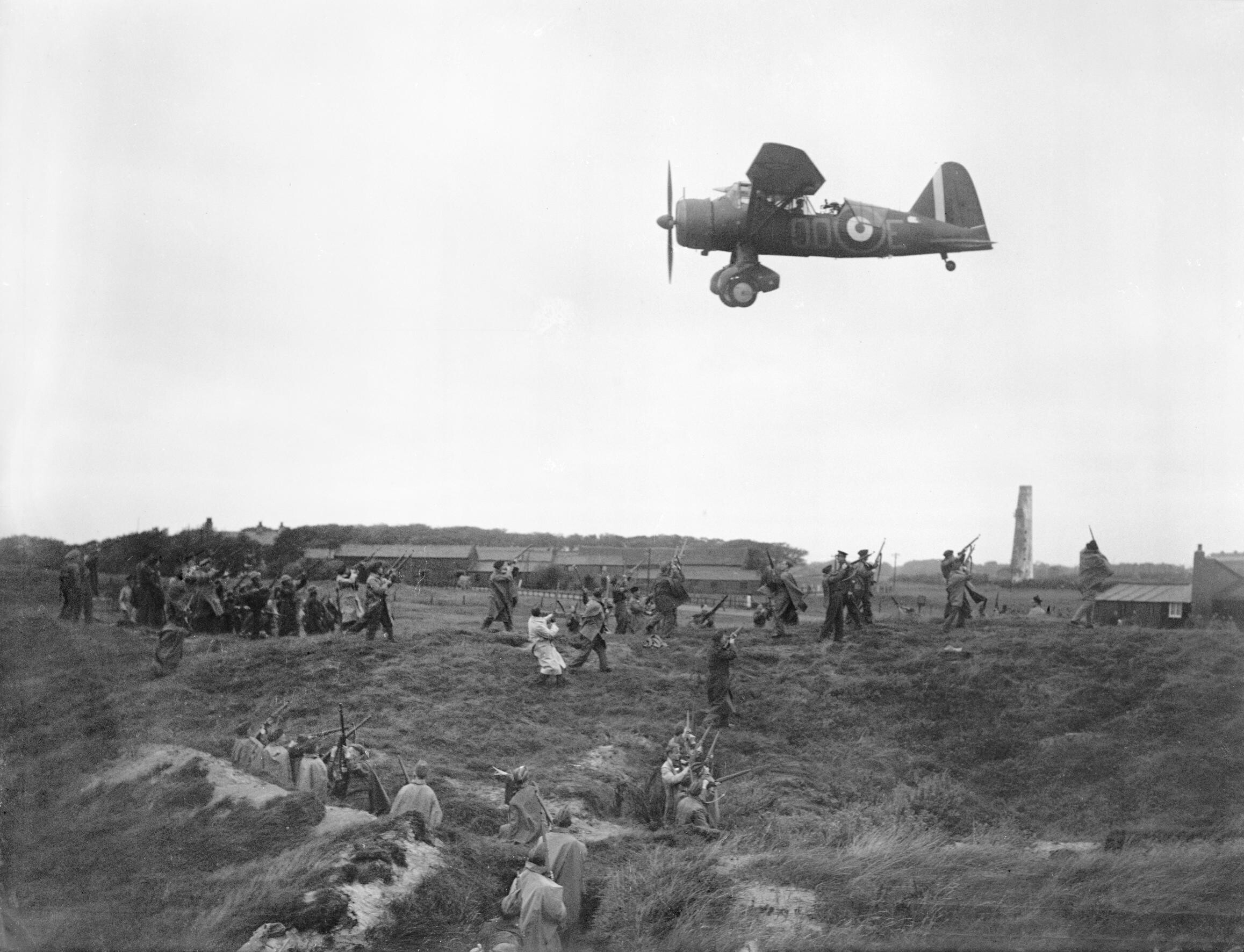
Un Westland Lysander en septembre 1940, lors d'un entrainement.

Le Lysander était l'un des premiers ADAC, issu d'un programme du ministère de l'air en 1934 demandant un avion pouvant opérer à partir de pistes très courtes. Ses ailes étaient droites, mais leur emplanture rétrécie donnait l'impression d'une configuration en aile en mouette.
Ses missions consistaient à rejoindre nuitamment des terrains de fortune recensés et évalués avec soin par la Résistance selon une méthode précise (coordonnées, altitude, cap de l'axe de roulement, longueur, nature du sol, pente éventuelle, obstacles environnants, etc.), tous les renseignements utiles ayant été transmis à Londres. La navigation se faisait essentiellement par observation du sol, ce qui rendait les vols tributaires des phases de la Lune et des conditions atmosphériques.
Une fois arrivé à proximité de son but, le pilote situait le terrain grâce à des feux allumés au sol par des résistants que le bruit du moteur avertissait de son approche. L'activité des Lysander était si bien organisée, et soumise à des règles de sécurité si rigoureuses, que très peu d'accidents se produisirent. Par ailleurs, la taille relativement petite de l'appareil et son camouflage généralement noir mat en faisaient une cible difficile à repérer et à atteindre.
Au cours de la Seconde Guerre mondiale, les Lysander ont déposé 101 personnes et en ont récupéré 128, pour l'essentiel des espions, résistants ou pilotes d'avions alliés abattus.

## Dans la culture
Le Lysander est particulièrement mis en valeur dans l'album de bande dessinée Mission vers la vallée perdue des aventures du pilote Buck Danny réalisé par Jean Michel Charlier et Victor Hubinon pour le journal Spirou paru en album chez Dupuis en 1960.
L'atterrissage d'un Lysander est évoqué dans le film de Jean Pierre Melville L'armée des Ombres, sorti en 1969.
Dans le film Le Promeneur du Champ-de-Mars de Robert Guédiguian, sorti en 2005, le Président de la République française (François Mitterrand incarné par Michel Bouquet) désigne à Jalil Lespert un modèle réduit de Westland Lysander qui orne son bureau, en souvenir de ses actions de Résistance.
Dans le film Alliés de Robert Zemeckis, sorti en 2016, le héros Max Vatan (Brad Pitt) est un officier canadien du Special Operations Executive (SOE). Breveté pilote, il reçoit une promotion après une mission périlleuse à Casablanca, et commande une escadrille de Lysander qui font la liaison avec la Résistance intérieure française. Il emprunte lui-même un Lysander pour se rendre en France enquêter sur le passé de sa femme.